# EssayPro
EssayPro es una plataforma estadounidense en línea que provee asistencia académica a estudiantes. Fue fundada en el 1997 como un pequeño negocio.
El equipo de redactores de EssayPro cuenta con más de 1,400 personas.

## Historia
EssayPro fue establecido en el 1997 en los Estados Unidos. Fue fundada por un pequeño equipo orientado a ayudar a los estudiantes con sus tareas de redacción académica. A lo largo de los años, la empresa ha ampliado su gama de servicios para satisfacer la creciente demanda de asistencia académica.
El 13 de junio de 2019, EssayPro lanzó su primera aplicación móvil “EssayPro: Se contrata escritor de ensayos” (EssayPro: Essay Writer for Hire).

## Actividades
EssayPro ofrece servicios a estudiantes, como redacción de ensayos, preparación de presentaciones, corrección, edición y ayuda con la redacción de trabajos trimestrales. EssayPro opera en Estados Unidos y presta sus servicios a estudiantes de todo el país. La oficina central de la empresa en Estados Unidos emplea actualmente 15 personas.

## Clasificaciones
EssayPro tiene una calificación de 4.80 estrellas de 17,417 reseñas en Sitejabber.com y 260 reseñas con una calificación de 4.74 en ResellerRatings.com.